# Train de Rillé
Le Train de Rillé est un chemin de fer touristique à voie étroite situé au lac de Rillé à Rillé, en région Centre-Val de Loire dans le département d'Indre-et-Loire.

## L'association

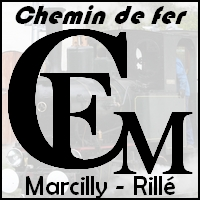

L'association est officiellement enregistrée au Journal Officiel le 10 juin 1977 sous forme d'un musée vivant, par deux passionnés de chemin de fer qui encadrent avec douze membres un groupe de jeunes collégiens parmi lesquels le but est la conservation de matériel rare et ancien, dont des locomotives à vapeur ; elle est installée à Marcilly-sur-Maulne (Indre-et-Loire).
Une première ligne de 0,7 km de long fonctionne avec des machines diesel, de 1981 à 1985, puis à vapeur, de 1986 à 1990 d'un horaire à cinq trains réguliers plus un facultatif qui pour ce dernier l'est de cette première catégorie pendant les deux mois de la haute saison d'été (dernier train à vapeur à Marcilly, le 30 mars 1990) ,.
Le manque de visiteurs sur le réseau de Marcilly décide l'association à déménager, en 1989, vers un site plus porteur, le lac de Rillé.
La nouvelle ligne est intégralement construite et exploitée l'Association d'exploitation du chemin de fer de Marcilly (AECFM) et est mise partiellement en service le 26 août 1990 et officiellement inaugurée le 26 mai 1991 d'une longueur de 1,5 km, puis par un second tronçon d'une étendue totale de 2,5 km. Depuis, l'association s'agrandit, tant en matériel qu'en adhérents. Parmi eux, les membres actifs participent à l'exploitation et à l'entretien du matériel roulant et de l'infrastructure.
Les circulations sont assurées en traction vapeur ou diesel sur cette ligne de 3 km de long, longeant le Lac de Rillé, les bois et bosquets de la commune de Rillé.

## Matériel roulant
L'association possède 5 locomotives à vapeur, dont deux en état de marche qui assurent la circulation des trains durant la saison estivale, et de nombreux locotracteurs diesel, dont la plupart sont totalement opérationnels.
Liste exhaustive, au 29 octobre 2014, fournie par l'association.

### Locomotives à vapeur
| Image                                                                          | Nom          | Constructeur                                     | Numéro  | Année | Type                | Historique |
| ------------------------------------------------------------------------------ | ------------ | ------------------------------------------------ | ------- | ----- | ------------------- | --- |
| La Touraine lors d'une journée de circulation en 2014 avec la rame historique. | La Touraine  | Orenstein & Koppel                               | 5829    | 1913  | 020T                | Première locomotive à vapeur de l'AECFM arrivée en décembre 1972. Provient des sablières de Nemours. A fonctionné quelque temps au chemin de fer de Marcilly avant d'être remisée à la suite d'un problème de chaudière. Reçoit une chaudière neuve à son arrivée à Rillé. En état de marche, fonctionne chaque année.                                           |
| La Grise lors de son arrivée à Rillé en 2012.                                  | La Grise     | Decauville                                       | 1646    | 1916  | 030T                | Provient des chemins de fer militaires français. Rachetée après la guerre par les Carrières de Luzy où elle porte le numéro 9. Rachetée par le Chemin de fer de Saint-Eutrope puis par le CEMNAD. En 2012, elle est confiée au Train de Rillé. Unique locomotive à vapeur appartenant à l'AECFM; en projet de restauration (groupe de membres de l'association). |
| La Polska lors d'une journée de circulation en 2014.                           | Polska       | Henschel & Sohn                                  | 15973   | 1918  | 040 à tender séparé | Achetée en Pologne au réseau forestier de Czarna Bialostocka en 1984 par un membre de l'AECFM. Originellement destinée à un musée dans son pays natal. Rejoint la France toujours en 1984 où elle circule sur l'ancien réseau de Marcilly. Reçoit une chaudière neuve à son arrivée à Rillé. En état de marche et fonctionne chaque année.                       |
| La type Progrès devant la voie 3 du dépôt.                                     | Pas baptisée | Decauville                                       | ?       | 1947  | 020T                | Provient d'Afrique. Rachetée par M. Mervaux. Vendue à la Vente du siècle, en 2002 au Train de Rillé. Stockée en attente de construction d'une nouvelle chaudière. |
| Rômania garée Froide au Dépôt de Rillé lors du Festival de 2013.               | Rômania      | Uzinel 23 August (Usine du 23 août devenue Faur) | 764-203 | 1949  | 040 à tender séparé | Provient des Chemins de Fer Roumains, au dépôt de Târgu Mureș jusqu'en 1993. Rachetée à la fin des années 1990 par plusieurs membres de l'AECFM et arrive en 2002 à Rillé. Ses essieux sont ensuite passés de 760 mm à 600 mm. En cours de restauration depuis plusieurs années.                                                                                 |

### Locotracteurs
| Image                                                          | Nom                                                   | Constructeur       | Type    | Numéro                  | Année     | Historique |
| -------------------------------------------------------------- | ----------------------------------------------------- | ------------------ | ------- | ----------------------- | --------- | --- |
| Locotracteur Oreinstein et Koppel de l'AECFM.                  | Pas baptisé                                           | Orenstein & Koppel | LD16    | 4740                    | 193?      | Arrivé en 2014 à Rillé ; moteur 4 temps O&K monocylindre à plat de 20 chevaux. Locotracteur dont l'ensemble piston cylindre vient d'être démonté pour remise en état. En cours de restauration. |
| Le Breton lors de manœuvre en 2014 avant son problème d'huile. | Le Breton                                             | Ruston & Hornsby   | 20HP    | ?                       | 194?      | Équipé d'un moteur bicylindre de 20 chevaux de type 2VROLA. A fonctionné à Marcilly. Est arrêté à Rillé pour de gros problèmes de refroidissement. En 2013, une équipe de membres décide de le remettre en marche. Fin 2014 un nouveau problème de pompe à huile l'immobilise. Le 26 avril 2015, l'engin reprend vie après une longue réfection du circuit d'huile. En état de marche. |
| L'anjou sur une voie de service                                | L'Anjou                                               | Jules Weitz        | CACL30  | 1818                    | 1953      | Construit en 1953 par Jules Weitz. CACL30 équipé de son moteur d'origine (bicylindre Céres de 30 chevaux). Le démarrage à la manivelle ou via une bonbonne d'air rechargée par un des cylindres. Originaire des Ardoisières de Trélazé. A roulé à Marcilly puis à Rillé. En état de marche. Utilisé régulièrement.                                                                     |
| Un des TMB15 sur une voie du grill de la rotonde               | - Le Vendéen - Le Clisson - Le Chardon - L'Escarpière | Decauville         | TMB15   | - 401 - 414 - 416 - 451 | 1957/1958 | Locotracteurs miniers provenant des mines d'uranium de la COGEMA (Vendée). Le Train de Rillé en possède 4 en état de marche et 1 exemplaire à restaurer, provenant du Chemin de fer de Saint-Eutrope. moteur Baudoin type DB1 à démarrage électrique. |
|                                                                | Le Normand                                            | Billard            | T75P    | 239                     | 1961      | L'un des derniers à être construit sous ce nom. Entièrement révisé à Rillé. Démarrage électrique. VACMA présente. Assure, en haute saison, des trains voyageurs. En état de marche. |
| Le paquebot garé voie 3                                        | Le Paquebot                                           | Gmeinder           | Locofox | 485-172                 | ?         | Importé par Comessa en France. Équipé de son moteur d'origine (3 cylindres Kaelble). Originaire des ardoisières de Trélazé. Arrêté en 2002 à la suite d'une avarie de boîte de vitesses. Révision générale en cours depuis 2013. Carrosserie refaite. Moteur et boite de vitesses révisés et réparés. Démarrage électrique.                                                            |
| Le percheron en manœuvre                                       | Le Percheron                                          | Gmeinder           | Locofox | ?                       | ?         | Construit par Gmeinder. Importé par Comessa en France. Équipé de son moteur d'origine (monocylindre Kaelble). Démarrage à la manivelle. En état de marche. |
| Locotracteur Minier Decauville type TMB30 de l'AECFM.          | Pas baptisé                                           | Decauville         | TMB30   | ?                       | ?         | Locotracteurs miniers donnés par les Amis du Musée Decauville. Le Train de Rillé en possède deux. L'un est remis en état de marche en 2014 (le TMB30 noir). L'autre est en attente de restauration approfondie (TMB30 jaune). Équipés d'un moteur Baudoin type DB2 à démarrage pneumatique.                                                                                            |
|                                                                | Pas baptisé                                           | Whitcomb/Baldwin   | ?       | ?                       | ?         | Peu d'informations connues. Stocké |

#### Autre matériel présent
- Le Berry: locotracteur Berry type 4535 R3 (en restauration) ;
- 3 locotracteurs électriques à accumulateurs Fenwick, ex-Chemin de Fer de Saint-Eutrope (stockés) ;
- 2 locotracteurs Deutz type OME117 (en restauration) ;
- une Trobylette, fabrication artisanale à partir d'un moteur de Motobécane AV10 et d'un châssis fait sur mesure au Chemin de fer des Chanteraines.

### Voitures voyageurs
Le matériel voyageurs est composé en partie d'anciennes caisses de voitures à voie métrique  mis à voie de 600 mm des ex-Chemins de fer départementaux d'Indre-et-Loire, du Maine-et-Loire, du Loir-et-Cher, du Loiret et de Loire-Inférieure :
- le Noyant, intégralement construit par des élèves d'un collège de la ville de Noyant ;
- le Petit Anjou, voiture historique sauvée de la casse, qui appartenait au réseau du Petit Anjou, servait de poulailler lorsqu'elle a été récupéré par des membres de l'association ; cette voiture sert principalement pour les trains spéciaux et pour les mariages, comportant un compartiment de 1re classe avec un confort d'époque ;
- 1 voiture PLM, à voie normale, sert, entre autres, de dortoir pour les membres participant aux chantiers. Elle sert également de décoration sur le site de Rillé durant la saison d'été ;
- 3 voitures voyageurs et un fourgon constituent la rame principale pour les circulations estivales ;
- 2 voitures utilisées occasionnellement lors de trains spéciaux ou durant le Stage vapeur de l'association ;
- 1 Baladeuse de l'AMTP en prêt pendant une durée indéterminée.

| Image | Nom                      |
| ----- | ------------------------ |
|       | Fourgon Dfv 15           |
|       | DBf 38                   |
|       | L110 dite la "Baignoire" |
|       | le "Noyant"              |

### Wagons
- 1 wagon couvert Baume & Marpent, à deux essieux, ex-Pithiviers ;
- 1 tombereau Decauville, ex CEMNAD, restauré par le CEMNAD mais a son châssis voilé et ne peut donc pas rouler ;
- du matériel provenant de la Cogema, dont des wagons plats, des berlines de mines, des wagons de transports d'explosifs...
- plusieurs ballastières modifiées par l'AECFM pour l'entretien de l'infrastructure ;
- 1 plateforme Péchot provenant du Chemin de fer des Chanteraines, en cours de remise en état historique[18] ;
- 1 plat Decauville provenant du  Chemin de fer des Chanteraines, en cours de restauration ;
- divers wagons à bennes basculantes provenant de différents constructeurs.

## La ligne
La ligne du Train de Rillé, longue de 3 km, longe le Lac de Rillé, les bois et bosquet de la commune de Rillé.

### Historique
Un tronçon de ligne[précision nécessaire] est posé en 1990 avant même l'inauguration de la ligne sur la commune de Rillé. Puis, rapidement, elle s'est agrandie pour atteindre la longueur de 2,5 km. C'est en 2010 qu'il est projeté de porter sa longueur à 3 km.

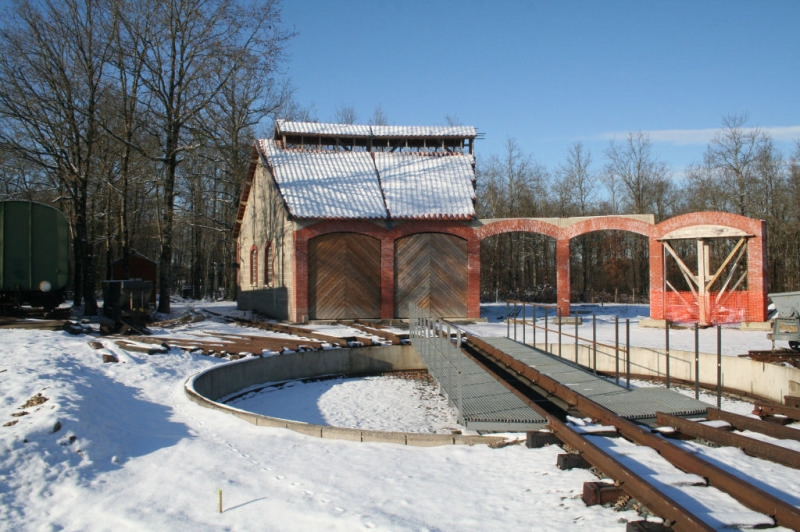
La rotonde et le pont tournant, sous la neige en janvier 2009.

Le premier prolongement de la ligne est terminé en avril 2013 après plusieurs années de travaux. La ligne s’arrête au niveau de la digue du lac de Rillé. L'évitement du "Port" est supprimé, laissant place au nouvel évitement de "Pincemaille" ; la voie est posée en majeure partie en rail vignole sur traverses neuves en bois et ballast calibré ; de grands travaux de nivelage et de préparation de la plateforme ferroviaire sont réalisés avant la pose de la voie.
La ligne rejoint la digue qui sépare le lac en deux ; elle a une longueur totale de 3 km.

### Rotonde et pont tournant

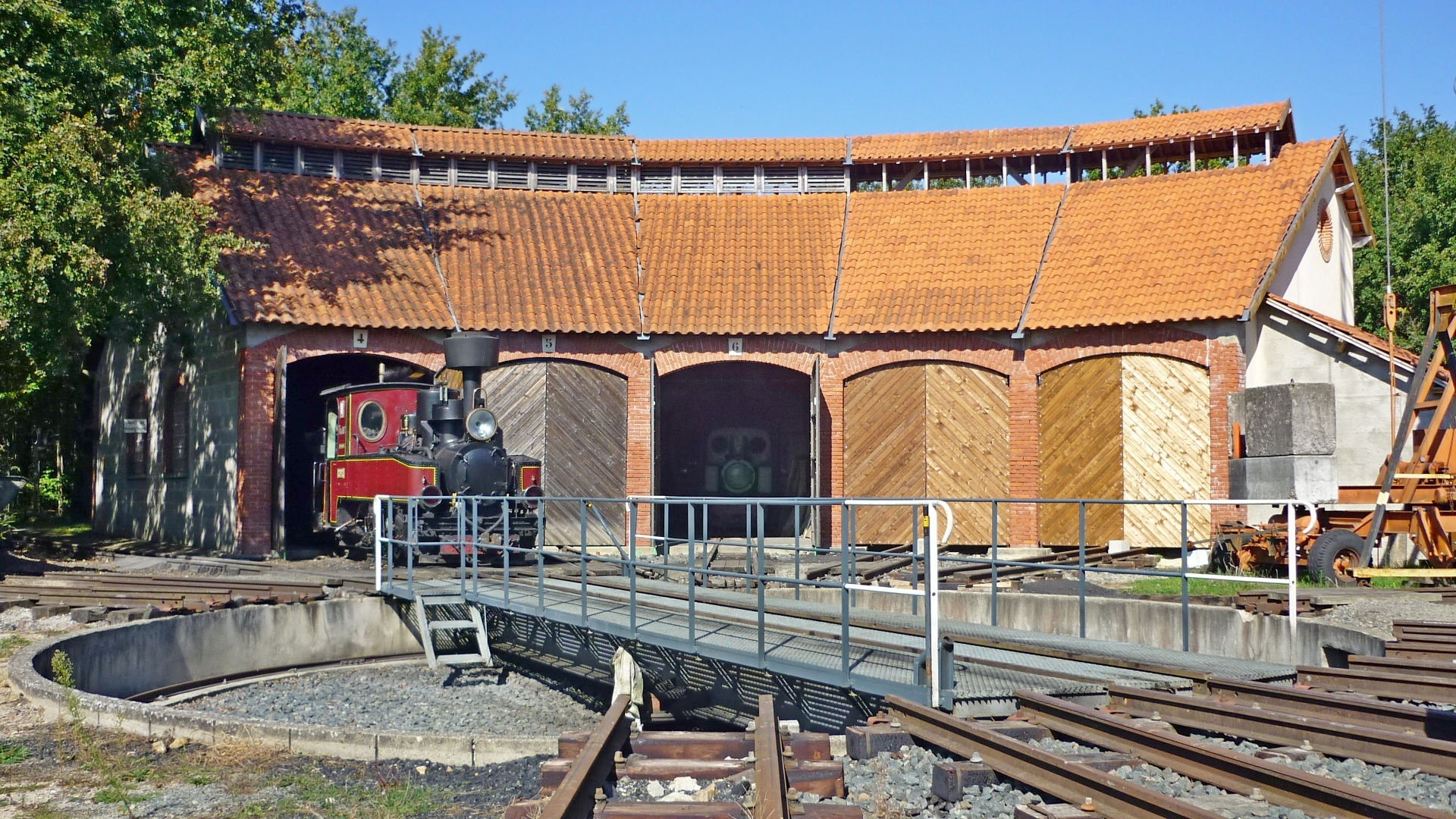
La Rotonde dans son avancement le plus récent

Une rotonde, et son pont tournant, ont été construits uniquement par des membres de l'association et par les Compagnons Bâtisseurs.

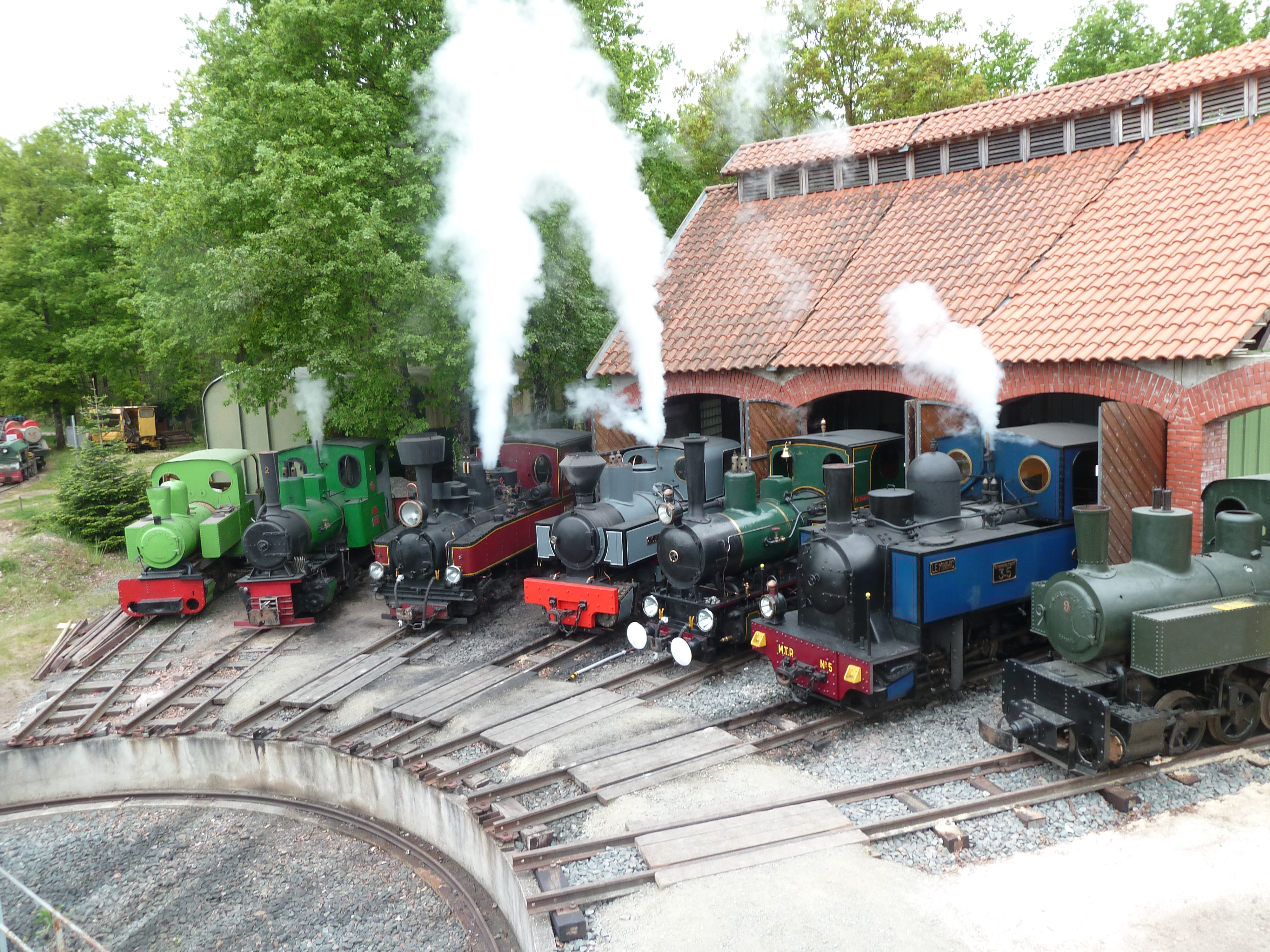
Les machines à vapeur de l'AECFM et des associations invitées, devant la rotonde, lors du Festival Belle-Époque 2013.

Le pont tournant, opérationnel, est, à sa mise en service, le plus grand pont tournant à voie de 60 cm de France[réf. nécessaire]. Il fonctionne en commande manuelle et est doté d'une commande hydraulique pour la rotation du pont tournant et pour son verrouillage à l'aide de langue de chat.
La rotonde dont la construction s'est achevée en 2017 est inauguré lors du 40eanniversaire de l'association. Elle est dotée de 5 voies couvertes dont 3 voies de remisages, une voie sur fosse et une voie sur fosse à sortir les essieux. Cette dernière est équipée d'une table hydraulique permettant de manipuler des charges lourdes sous le matériel roulant.Autre structure intéressante, un grenier dont l'accès se fais par un ancien escalier en colimaçon en acier riveté provenant d'un ancien bâtiment des chemins de fer nationaux.
Lors de son inauguration, une plaque a été apposée sur la rotonde pour rendre hommages aux bâtisseurs de cet ouvrage.
Elle abrite actuellement toutes les locomotives à vapeur du Chemin de Fer de Rillé.

### Points d'arrêt

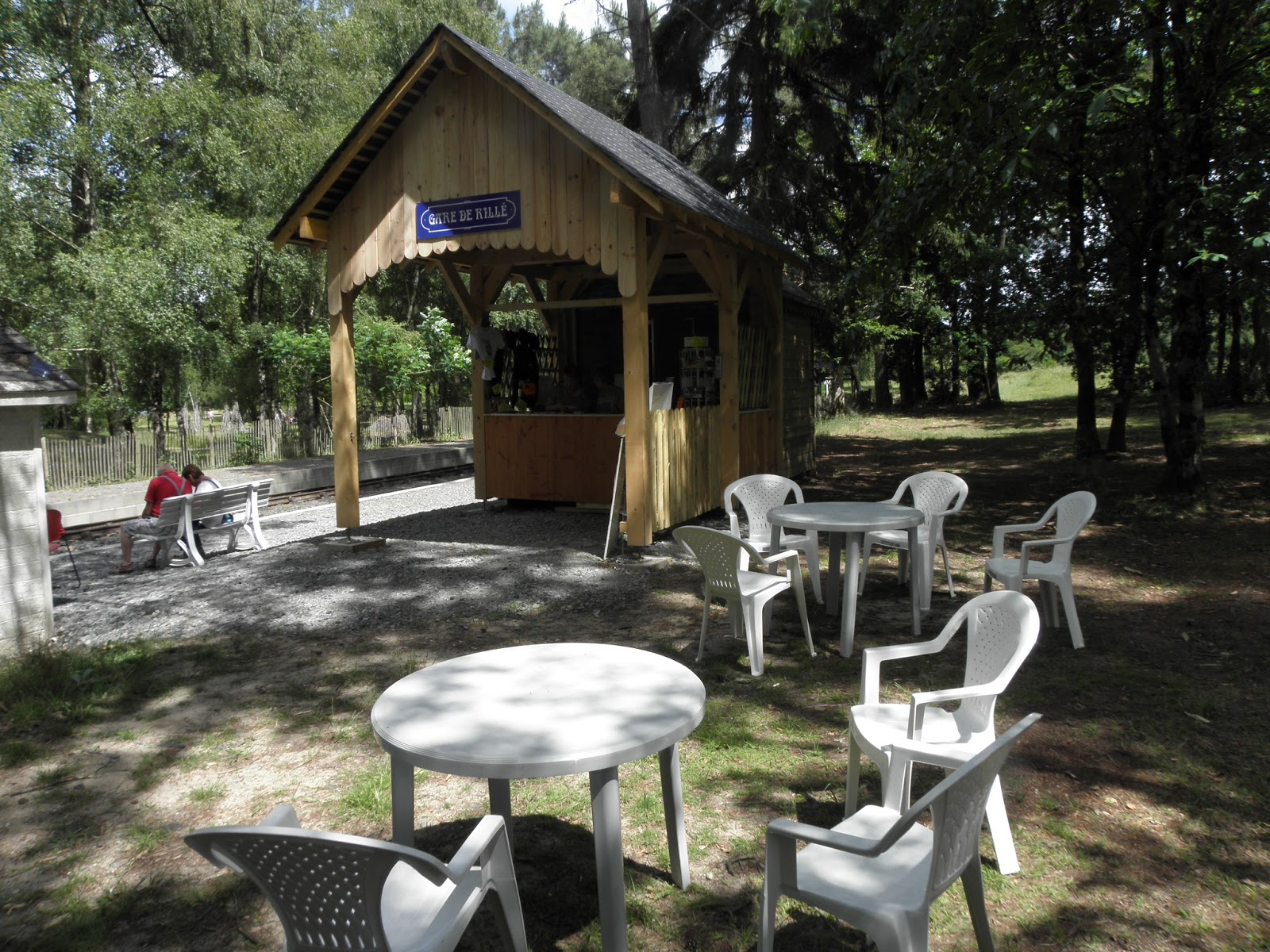
La nouvelle gare.

Trois points d'arrêt délimitent le réseau :
- Rillé, départ et terminus ;
- Quai du dépôt, arrêt pour présentation sonore de l'association et du matériel, remplissage en eau des locomotives durant le voyage ;
- Digue de Pincemaille, arrêt et remise en tête de la locomotive pour retour au terminus de la ligne.

En 2015 une nouvelle gare est construite par les bénévoles, inspiré des anciennes gares des tramways de la Corrèze. L’arrêt ne se nomme plus Rillé Plage mais simplement Rillé.

## Stage vapeur

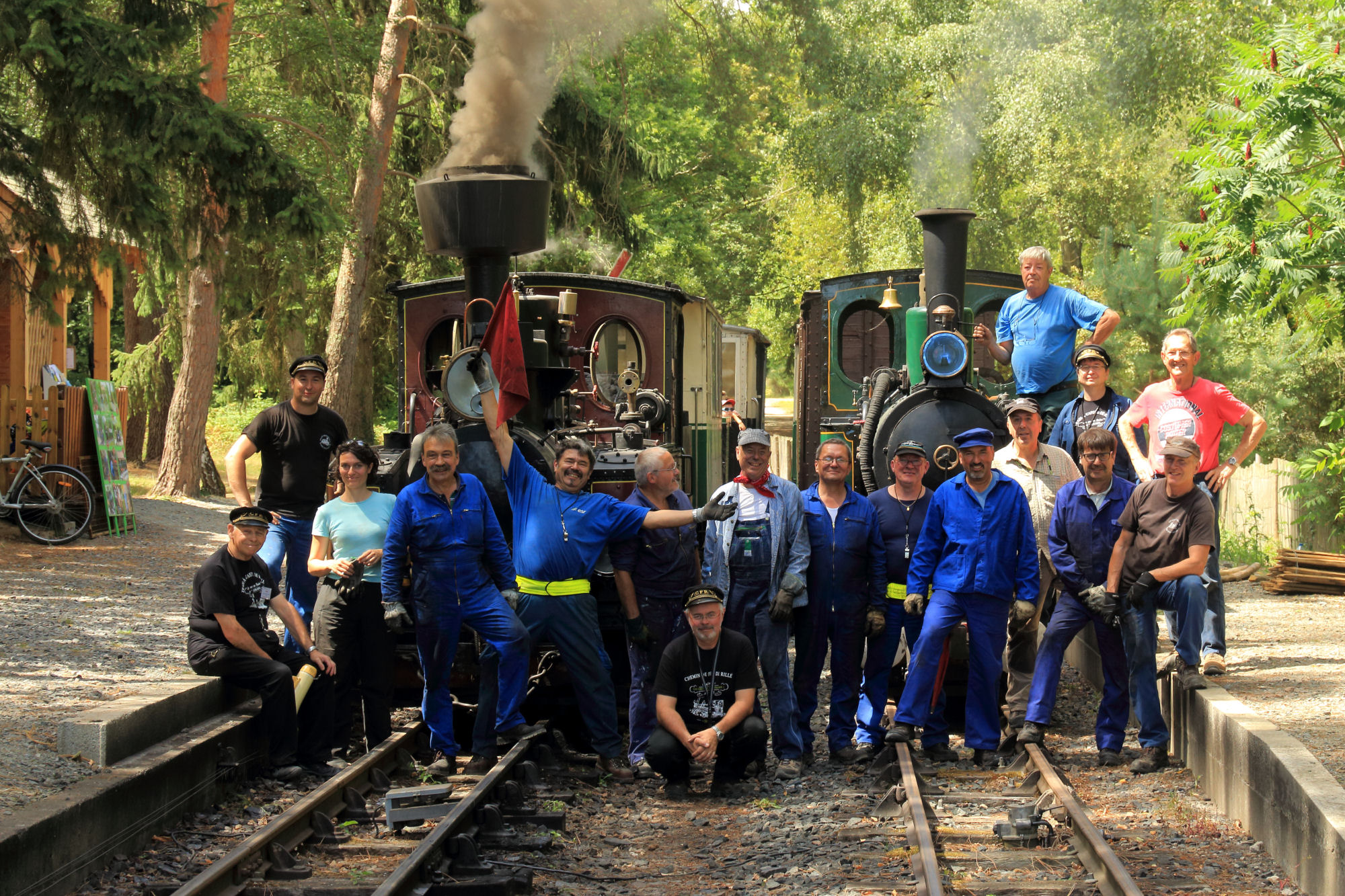
Stage vapeur 5 jours en 2016

Chaque année, généralement la première semaine d'août, l'association organise un « stage vapeur » permettant à des amateurs et passionnés d'apprendre la conduite d'une locomotive à vapeur. Les principaux points abordés sont l’allumage, la chauffe, l’entretien, la conduite et la sécurité.

## Événements
Plusieurs événements ont eu lieu sur le Chemin de Fer de Rillé :
- En 2007, l'association organise son 30e anniversaire sur le site du lac de Rillé ; des locomotives des réseaux de Saint Amand, de l'APEMVE, de l'ACEMFO ainsi que des Chanteraines participent à la fête.
- En 2013, pour fêter le centenaire de la locomotive à vapeur La Touraine[21] et inaugurer le prolongement de la voie entre le port et la digue, soient environ 3 km, l'association organise le « Festival Belle Époque[22] » en partenariat avec l'association « Tradition et Loisirs » et la base ULM de Channay-sur-Lathan. Tous les acteurs de la fête sont habillés dans le style de cette période et plusieurs machines sont invitées pour l'occasion, dont deux locomotives à vapeur 030T (Kerr Stuart du West Lancashire Railway (en) et Blanc Misseron -classée monument historique- du Chemin de fer de Pithiviers et une 020T Orenstein & Koppel du réseau de Saint Amand les Eaux.
- En 2015, le réseau participe au tournage d'Agafia, l'un des trois courts métrages réalisés par Jean-Pierre Mocky[23] cette année-là en Touraine, avec Le Rustre et le juge et Le Magicien et les siamois.
- En 2017, l'association organise son 40e anniversaire sur le site du lac de Rillé.Des locomotives de L'APEMVE, du Chemin de fer des Chanteraines et du Chemin de fer de Pithiviers participent à cet événement. Il s'agit de la 130T La Meuse de l'AMTP et de la 040+T Geneviève de l'APEMVE (hébergé par le Chemin de fer de Froissy-Dompierre)[24].
- En 2018, le réseau participe au tournage d'un documentaire consacré aux anciens chemins de fer régionaux départementaux[25].